# Bon Secours Wellness Arena
Bon Secours Wellness Arena, tidigare BI-LO Center, är en inomhusarena i den amerikanska staden Greenville i delstaten South Carolina. Den har en publikkapacitet på mellan 13 591 och 16 000 åskådare beroende på arrangemang. Inomhusarenan ägs och underhålls av det delstatliga Greenville Arena District. Bygget av arenan inleddes den 7 mars 1996 och invigningen skedde den 3 september 1998. Den används som hemmaarena för Greenville Swamp Rabbits (2015–) och tidigare av Greenville Grrrowl (1998–2006), Greenville Road Warriors (2010–2015) och Clemson Tigers (2015–2016).